# Glover H. Cary

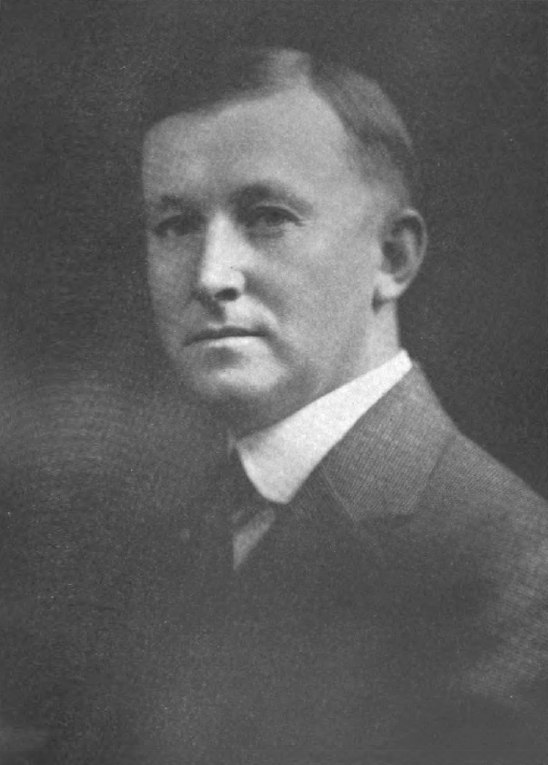
Glover H. Cary

Glover H. Cary (* 1. Mai 1885 in Calhoun, McLean County, Kentucky; † 5. Dezember 1936 in Cincinnati, Ohio) war ein US-amerikanischer Politiker. Zwischen 1931 und 1936 vertrat er den Bundesstaat Kentucky im US-Repräsentantenhaus.

## Werdegang
Glover Cary besuchte sowohl öffentliche als auch private Schulen sowie das Centre College in Danville. Danach arbeitete er unter anderem als Bankkassierer und Zeitungsherausgeber. Nach einem anschließenden Jurastudium und seiner 1909 erfolgten Zulassung als Rechtsanwalt begann in Calhoun in diesem Beruf zu praktizieren. Gleichzeitig schlug er als Mitglied der Demokratischen Partei eine politische Laufbahn ein.
Zwischen 1914 und 1917 saß Cary als Abgeordneter im Repräsentantenhaus von Kentucky. Von 1928 bis 1922 war er Staatsanwalt im McLean County. Danach fungierte er von 1922 bis 1931 als Staatsanwalt im sechsten Gerichtsbezirk von Kentucky. Im Jahr 1926 verlegte er seinen Wohnsitz nach Owensboro. Bei den Kongresswahlen des Jahres 1930 wurde Cary im zweiten Wahlbezirk von Kentucky in das US-Repräsentantenhaus in Washington, D.C. gewählt, wo am 4. März 1931 die Nachfolge von John Lloyd Dorsey antrat. Nachdem er in den Jahren 1932 und 1934 jeweils bestätigt wurde, konnte er bis zu seinem Tod am 5. Dezember 1936 im Kongress verbleiben. In dieser Zeit wurden viele der New-Deal-Gesetze der Bundesregierung unter Präsident Franklin D. Roosevelt verabschiedet. Außerdem wurden damals der 20. und der 21. Verfassungszusatz ratifiziert. Glover Cary war im Jahr 1932 auch Delegierter zur Democratic National Convention in Chicago, auf der Franklin D. Roosevelt erstmals als Präsidentschaftskandidat nominiert wurde.